# Elizabeth Peña
Elizabeth Maria Peña, född 23 september 1959 i Elizabeth, New Jersey, död 14 oktober 2014 i Los Angeles, Kalifornien, var en amerikansk skådespelare. Hon är känd för rollprestationer i bland annat Jacobs inferno (1990), Lone Star (1996), Rush Hour (1998) och röstroll i Superhjältarna (2004).

## Filmografi (i urval)
- 1980 – Times Square
- 1981 – ...och så levde dom lyckliga...
- 1986 – På luffen i Beverly Hills
- 1987 – Miraklet på 8:e gatan
- 1987 – La Bamba
- 1988 – Pyramidens hemlighet
- 1989 – Blue Steel
- 1990 – Jacobs inferno
- 1992 – The Waterdance
- 1995 – Rädda Willy 2
- 1995 – Inkräktarna
- 1996 – Lone Star
- 1997 – Gridlock'd
- 1998 – Rush Hour
- 1998 – Strangeland
- 1999 – Seven Girlfriends
- 2001 – Enemy of the Earth
- 2001 – Tortilla Soup
- 2001 – Things Behind the Sun
- 2002 – Zig Zag
- 2004 – Superhjältarna (röst)
- 2005 – Transamerica
- 2005 – Down in the Valley
- 2005 – Keep Your Distance
- 2005 – The Lost City
- 2007 – Goal II: Living the Dream
- 2007 – D-War
- 2007 – Adrift in Manhattan
- 2008 – Nothing Like the Holidays
- 2009 – Mother and Child
- 2011 – The Perfect Family
- 2013 – Plush
- 2014 – Matador (sju avsnitt)
- 2015 – Grandma